# Солдатка (фільм)
«Солдатка» — радянський фільм 1959 року режисера Володимира Денисенка за його сценарієм, дебютний його фільм.

## Сюжет
Молодий режисер В. Денисенко у фільмі «Солдатка», за його ж сценарієм, розкриває мужність, високе почуття патріотичного обов'язку, організаторський талант та велику людську чуйність радянської жінки-фронтовика Ярини Гаєвої (арт. З. Дягтерева).
Святковий Київ зустрічає воїнів-переможців. І серед цього шуму та веселощів Ірина Гайова, яка повернулася з фронту, почувається особливо самотньою — її ніхто не чекає, ніхто не зустрічає на вокзалі. Усі її рідні та близькі загинули у війну. Розгублена жінка вирішує поїхати в село, в боях за яке загинув її чоловік.
Спочатку їй, міській людині, важко у незвичній обстановці. Її пропозиція щодо збільшення посіву льону зустрічає нерозуміння голови колгоспу Никифором Павлюком. Але випадкова зустріч з Ілліним — фронтовим другом чоловіка — хоч спочатку знову сколихнула біль втрати та самотності, але після взаємної симпатії та поваги, дбайливої уваги Ільїна, дає їй енергію продовжувати працювати в колгоспі — не відступати й не здаватися, як на фронті, адже після Перемоги не менш важливо відновити зруйноване війною господарство: попри заперечення Павлюка, вона піднімає селян на посів льону і добивається великого врожаю. За чесність та відданість колгоспники обирають її головою сільгоспартелі.
Минули роки. Заліковані рани війни. Міцніє колгосп, поліпшується життя. І міцнішає з кожною зустріччю дружба Ірини та Ільїна. Одного разу, дізнавшись про те, що Ільїн хворий, Ірина їде до нього, щоб умовити Ільїна залишити роботу в інституті. Але, побачивши його під час досліду, вона зрозуміла, що тільки в цій праці на благо людей знаходить він своє щастя… і відчула, що з цією людиною її пов'язує не тільки дружба.

## В ролях
- Зінаїда Дехтярьова — Ірина Гайова
- Микола Козленко — Сергій Іванович Ільїн
- Ольга Кусенко — Ганна Чаплій, колгоспниця
- Михайло Задніпровський — Никифор Павлюк, голова колгоспу
- Людмила Сосюра — Дуся
- Георгій Семенов — Філіп Рева, колгоспник
- Софія Карамаш — Василина Рева, колгоспниця, дружина Пилипа
- Анатолій Моторний — дід Махтей, колгоспник
- Леонід Жуковський — Кучерявенко
- Євгенія Веховська — колгоспниця
- Володимир Рудін — однополчанин
- Костянтин Степанков — Микола, науковець
- Михайло Сіренко — брат Ганни
- Надія Доценко — епізод

## Знімальна група
- Режисер — Володимир Денисенко
- Сценаристи — Володимир Денисенко
- Оператор — Володимир Захарчук, Сергій Лисецький
- Композитор — Георгій Майборода
- Художник — Микола Резнік, А. Ліссенбарт

## Критика
Критика зазначала, що за цікавого сюжету режисер-дебютант не зміг розкрити характерів героїв, глибоко відобразити сутність взаємовідносин людей, через що створені образи сприймаються як типи:
Сценарий у него как будто бы неплохой: есть среда, есть характеры, много материала искреннего, взволнованно поданного, подсмотренного в жизни … И вот смотрим большую часть уже отснятого сценария. Материал кинематографичен, режиссер безусловно знает, как снимать, как работать с актёром, но … Куда девалась острота сюжетных построений ?— журнал "Радуга", 1961
У фільмі «Солдатка» режисера В. Денисенка все правильно, як у підручнику, але немає натхнення, немає серця, і фільм залишає вас холодним.— Л. Погожева - Фільми молодих // Газета "Правда", 6 грудня 1959 року